# Fernán González de Eslava
Fernán González de Eslava (Toledo?, 1534- 1601) fue un poeta, autor dramático y sacerdote católico español, afincado en México.

## Biografía
Nació en España pero su vida transcurrió en México. 
En 1575 la Inquisición le inició un proceso en América por el contenido de algunas coplas. Fue ordenado sacerdote en 1579.
Escribió dieciséis coloquios, nueve loas y cuatro entremeses.
Tras su muerte, en 1610 fueron publicados en México por Fray Fernando Vello de Bustamante, un conjunto de Coloquios espirituales y canciones divinas obra de Fernán, bajo el título de Coloquios espirituales y sacramentales y poesías sagradas.